# Xbox Series X/S
Xbox Series X и Xbox Series S (заједно познати под називом „Xbox Series X/S”) јесу играчке конзоле девете генерације које је развила америчка компанија Microsoft. Обе конзоле су представљене 10. новембра 2020. године као четврта генерација конзола породице Xbox, тиме наследивши претходника Xbox One. Заједно са Сонијевом конзолом PlayStation 5, Xbox Series X и Series S чине девету генерацију играчких конзола.
Microsoft је прве детаље о својој следећој генерацији конзола открио 10. јуна 2019. на међународној изложби рачунарских игара E3 2019.
Критичари су похвалили Xbox Series X/S за хардверска побољшања у односу на Xbox One и нагласак Microsoft-a на издањима више генерација, али су веровали да игре доступне на лансирању нису у потпуности користиле хардверске могућности. Microsoft није објавио податке о продаји Xbox Series X/S, али је 27. јула 2021. године рекао да су они најбрже продавани Xbox модели до сада. Процењено је да је Microsoft испоручио најмање 18,5 милиона јединица ове две конзоле широм света до децембра 2022.